# Gretchen Franklin
Gretchen Franklin (Covent Garden, Londen, Engeland, 7 juli 1911 - Barnes, Londen,11 juli 2005) was een Engels actrice, die vele rollen vertolkte. Zo speelde ze onder meer de moeder van Mildred in George & Mildred en was ze te zien in EastEnders. Ze was een nicht van Clive Dunn, die de rol van korporaal Jack Jones speelde in de serie Dad's Army.

## Filmografie
- EastEnders televisieserie - Ethel Skinner (1985-1997)
- Keeping Up Appearances televisieserie - Verloofde Daddy (Afl., The Charity Shop, 1990)
- Return to Waterloo (1985) - Vrouw in trein
- Victoria Wood: As Seen on tv televisieserie - Oude vrouw in bibliotheek (Episode 1.6, 1985)
- In Loving Memory televisieserie - Rol onbekend (Afl., Blood Will Out, 1983)
- The Black Adder televisieserie - Cordelia (Afl., The Foretelling, 1983)
- Dead Ernest televisieserie - Alice (1982)
- Terry and June televisieserie - Cath (Afl., In Sickness and in Health, 1981)
- Ragtime (1981) - Oudere vrouw
- Dr. Jekyll and Mr. Hyde (televisiefilm, 1981) - Cook
- How's Your Father? televisieserie - Rol onbekend (Afl., The Disco, 1980)
- Quincy's Quest (1979) - Heks
- George & Mildred televisieserie - Moeder Mildred (4 afl., 1976, 2 keer 1978, 1979)
- Quatermass televisieserie - Edna (1979)
- Danger UXB televisieserie - Mrs. Flack (Afl., Just Like a Woman, 1979)
- The Quatermass Conclusion (1979) - Edna
- Some Mothers Do 'Ave 'Em televisieserie - Mrs. Welch (Afl., King of the Road, 1978)
- The Sweeney televisieserie - Charlady (Afl., Trust Red, 1978)
- The Famous Five televisieserie - Mrs. Janes (Afl., Five Go to Billycock Hill, 1978)
- Rising Damp televisieserie - Aunt Maud (Afl., Great Expectations, 1978)
- Hazell televisieserie - Pearl (Afl., Hazell Works for Nothing, 1978)
- Nicholas Nickleby (Mini-serie, 1977) - Miss Knag
- I Didn't Know You Cared televisieserie - Auntie Lil (Afl. onbekend)
- Crossroads televisieserie - Myrtle Cavendish (1974)
- The Protectors televisieserie - Nelly Baxter (Afl., A Pocketful of Posies, 1974)
- The Three Musketeers (1973) - D'Artagnans moeder
- Follyfoot televisieserie - Mrs. Porter (3 afl., 1972-1973)
- Secrets (televisiefilm, 1973) - Mrs. Pitt
- Black and Blue televisieserie - Mrs. Pitt (Afl., Secrets, 1973)
- Bowler televisieserie - Mum (1973
- Z-Cars televisieserie - Alice Hulme (Afl., Suspicion, 1973)
- Softly Softly televisieserie - Mrs. Walters (Afl., Conspiracy, 1973)
- Sykes televisieserie - Book Stall Assistant (Afl., Marriage, 1972)
- Budgie  televisieserie - Carrie (Afl., Run Rabbit, Run Rabbit, Run, Run, Run, 1972)
- The Organisation televisieserie - Edna (Afl., Mr. Pershore & Ken Grist, 1972)
- The Night Visitor (1971) - Mrs. Hansen
- Armchair Theatre televisieserie - Tea Lady (Afl., The Company Man, 1970)
- Castle Haven televisieserie - Sara Meek (Afl. 30 september 1969)
- Journey to the Unknown televisieserie - Mrs. Barrett (Afl., The Beckoning Fair One, 1969)
- Z-Cars televisieserie - Mrs. Rogers (Afl., None the Worse: Part 4, 1969)
- Subterfuge (1969) - Busconductrice
- Twisted Nerve (1968) - 'Clarkie'
- Dixon of Dock Green televisieserie - Maggie Briggs (Afl., The Hunch, 1967)
- How I Won the War (1967) - Tweede oude vrouw
- Sanctuary televisieserie - Passagier (Afl., Has Everyone Heard of Juliet?, 1967)
- The Murder Game (1965) - Landlady
- Danger Man televisieserie - Miss Wallace (Afl., Say It with Flowers, 1965)
- Die, Monster, Die! (1965) - Miss Bailey (Niet op aftiteling)
- Help! (1965) - Buurvrouw (Niet op aftiteling)
- Till Death Us Do Part televisieserie - Else Ramsey (Afl., Pilot, 1965)
- A Day Out for Lucy (televisiefilm, 1965) - Rol onbekend
- Scales of Justice televisieserie - Rol onbekend (Afl., The Hidden Face, 1965)
- Play of the Week televisieserie - Mrs. Morton (Afl., No Baby, No Baby at All, 1965)
- Gideon's Way televisieserie - Martha Bray (Afl., The Reluctant Witness, 1965)
- Armchair Theatre televisieserie - Mrs. Marriot (Afl., The Man Who Came to Die, 1965)
- Dixon of Dock Green televisieserie - Mrs. Walcott (Afl., Man on the Run, 1964)
- Z-Cars televisieserie - Mrs. McKenna (Afl., What a Main Event!, 1964)
- Suspense televisieserie - Clara (Afl., Last Race, Ginger Gentleman, 1963)
- Dixon of Dock Green televisieserie - Ella Mann (Afl., A Strange Affair, 1963)
- Silent Evidence televisieserie - Lily (Afl., The Chosen Instrument, 1962)
- Flame in the Streets (1961) - Mrs. Bingham
- Armchair Theatre televisieserie - Mrs. Chard (Afl., The Trouble with Our Ivy, 1961)
- Dixon of Dock Green televisieserie - Mrs. Bright (Afl., The Traffic of a Night, 1961)
- Bullet from the Past (1957) - Mrs. Roper
- High Terrace (1956) - Mrs. Webb
- Cloak Without Dagger (1956) - Rol onbekend
- Before I Wake (1954) - Elsie